# Washington Township (Clinton County, Iowa)
Die Washington Township ist eine von 18 Townships im Clinton County im Osten des US-amerikanischen Bundesstaates Iowa. Im Jahr 2010 hatte die Washington Township 346 Einwohner.

## Geografie
Die Washington Township liegt im Osten von Iowa rund 20 km westlich des Mississippi, der die Grenze zu Illinois bildet. Die Grenze zu Wisconsin befindet sich rund 80 km nördlich.
Die Washington Township liegt auf 41°54′43″ nördlicher Breite und 90°28′50″ westlicher Länge und erstreckt sich über 82,9 km².
Die Washington Township liegt im Zentrum des Clinton County und grenzt im Norden an die Waterford Township, im Nordosten an die Deep Creek Township, im Osten an die Center Township, im Süden und Südwesten an die De Witt Township, im Westen an die Welton Township und im Nordwesten an die Bloomfield Township.

## Verkehr
Durch die Washington Township verlaufen keine überregionalen Fernstraßen. Alle Straßen sind County Roads oder weiter untergeordnete und zum Teil unbefestigte Fahrwege.
Der nächstgelegene Flugplatz ist der rund 20 km südöstlich der Township gelegene Clinton Municipal Airport; der nächstgelegene größere Flughafen ist der rund 60 km südlich gelegene Quad City International Airport.

## Demografische Daten
Nach der Volkszählung im Jahr 2010 lebten in der Washington Township 346 Menschen in 125 Haushalten. Die Bevölkerungsdichte betrug 4,2 Einwohner pro Quadratkilometer. In den 125 Haushalten lebten statistisch je 2,77 Personen.
Ethnisch betrachtet bestand die Bevölkerung aus 99,4 Prozent Weißen; 0,6 Prozent (zwei Personen) stammten von zwei oder mehr Ethnien ab. Unabhängig von der ethnischen Zugehörigkeit waren 0,9 Prozent der Bevölkerung (drei Personen) spanischer oder lateinamerikanischer Abstammung.
23,4 Prozent der Bevölkerung waren unter 18 Jahre alt, 60,1 Prozent waren zwischen 18 und 64 und 16,5 Prozent waren 65 Jahre oder älter. 47,7 Prozent der Bevölkerung war weiblich.
Das mittlere jährliche Einkommen eines Haushalts lag bei 76.250 USD. Das Pro-Kopf-Einkommen betrug 31.962 USD. 4,3 Prozent der Einwohner lebten unterhalb der Armutsgrenze.

## Orte
In der Washington Township existiert keine Siedlung. Die Einwohner leben verstreut über das gesamte Gebiet der Township.